# Birgit Õigemeel
Birgit Õigemeel (* 24. září 1988 Kohila) je estonská zpěvačka a herečka, známá díky vítězství v první řadě estonské pěvecké soutěže Eesti otsib superstaari. V roce 2007 na festivale L'Olivo d'Oro jako první neitalský umělec obdržela ocenění Zlatá olivová větev. V květnu 2013 reprezentovala Estonsko na Eurovision Song Contest 2013 ve švédském Malmö s písní „Et uus saaks alguse“, s níž obsadila 20. místo se ziskem 19 bodů.

## Biografie

### Herectví
Jako mladá docházela na školní hodiny herectví a mimo pěveckou kariéru hraje v divadle. Ztvárnila mimo jiné Sylvii v Shakespearově komedii Dva šlechtici z Verony v režii Lembita Petersona v estonském divadle Theatrum. V divadle Vanemuine hrála hlavní roli v muzikále The Sound of Music а objevila se také v rockové produkci Peko.

### Osobní život
Partnerem Birgit je její manažer a člen její kapely Indrek Sarrap. V listopadu 2013 se jim narodil chlapec, v roce 2016 dívka. Společně žijí v Tallinnu.

## Diskografie

### Alba
- 2008: Birgit Õigemeel
- 2008: Ilus aeg
- 2009: Teineteisel pool
- 2013: Uus algus
- 2018: V

### Singly

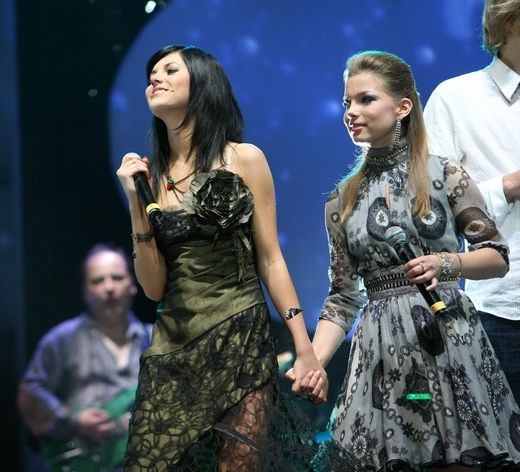
Eesti otsib superstaari 2007 – Birgit Oigemeel a Luisa Värk

- 2007: „Kas tead, mida tähendab...“
- 2008: „365 Days“
- 2008: „Homme“
- 2008: „Ise“
- 2008: „Last Christmas“
- 2008: „Talve võlumaa“
- 2009: „Moonduja“
- 2009: „See öö“
- 2010: „Põgenen“ (& Koit Toome)
- 2010: „Iialgi“ (& Violina)
- 2010: „Eestimaa suvi“
- 2011: „Parem on ees“
- 2011: „You're not alone“ (& Violina)
- 2012: „Et uus saaks alguse“
- 2013: „Sea of Life“ (& Violina)
- 2013: „Nii täiuslik see“
- 2013: „Olen loodud rändama“
- 2014: „Lendame valguskiirusel“
- 2014: „Pea meeles head“ (& Ott Lepland)
- 2014: „Kolm kuud“
- 2014: „Kingitus“
- 2015: „Valge saatan“ (& Tanja)
- 2015: „Alles sügisel mõtleme“
- 2016: „Ma tean, et sa tead“
- 2016: „Leekides tee“
- 2018: „15 000 sammu“

## Birgit Õigemeel vEesti Laul
| Rok  | Poznámka  | Píseň                 | Umístění |
| ---- | --------- | --------------------- | -------- |
| 2008 |           | „365 Days“            | 3        |
| 2012 | & Violina | „You're Not Alone“    | 7        |
| 2013 |           | „Et uus saaks alguse“ | 1        |